# احتمالية (جغرافيا)
الاحتمالية في الجغرافيا الثقافية هي نظرية تشير إلى أن البيئة تضع قيودًا أو حدودًا معينة، ولكن الثقافة على عكس ذلك تتحدد من خلال الظروف الاجتماعية. في البيئة الثقافية استخدم مارشال سالينز هذا المفهوم بهدف وضع نهج بديل للحتمية الجغرافية التي كانت سائدة في الدراسات البيئية في ذلك الوقت. تقول النظرية التي وضعها سترابو عام 64 قبل الميلاد إنه يمكننا نحن البشر أن نجعل الأشياء تحدث إذا استخدمنا ذكاءنا بمرور الوقت. توخى سترابو الحذر من الافتراض القائل بأن طبيعة البشر وتصرفاتهم تحددها البيئة المادية التي يعيشون فيها. ولاحظ أن البشر هم العناصر الفعالة في الشراكة بين الإنسان والبيئة.
يمكن النظر إلى حالة الجدل الدائرة بين الاحتمالية الجغرافية والحتمية باعتبارها حالة (على الأقل) من ثلاث حالات جدل معرفية سائدة للجغرافيا المعاصرة. وحالتا الجدل الأخريان هما 1) النقاش بين أصحاب الفكر الوضعي الجدد وأصحاب الفكر الكانتي الجدد حول "الاستثنائية" أو خصوصية الجغرافيا باعتبارها أحد العلوم [و2)] الخلاف بين ماكندر وكروبوتكين حول ماهية الجغرافيا - أو ما ينبغي أن تكون عليه".
وبالتالي، تعتبر الاحتمالية في الجغرافيا نهجًا مختلفًا للمعرفة الجغرافية، التي تعارض الحتمية الجغرافية بشكل مباشر.

## وصلات خارجية
- University of Washington lecture
- Valparaiso University on La Blache